# Trách nhiệm giải trình tiếp thị
Trách nhiệm giải trình tiếp thị là một thuật ngữ biểu thị sự quản lý với dữ liệu dễ hiểu đối với việc quản lý doanh nghiệp.  Các tên khác đã được đặt cho quá trình này bao gồm "Đo lường hiệu suất tiếp thị", "Quản lý hiệu suất tiếp thị", "ROI tiếp thị", "ROMI" và "Tiếp thị có trách nhiệm".

## Tổng quan
Trong trách nhiệm tiếp thị, biểu thức truyền thông tiếp thị tích hợp, (IMC) ngụ ý rằng tiếp thị và truyền thông được tích hợp trong doanh nghiệp và quản lý doanh nghiệp, không phải là một silo chức năng độc lập.  Tương tự như các chức năng kinh doanh khác như sản xuất và bán hàng, tiếp thị có trách nhiệm dựa trên tập hợp các chỉ số hiệu suất kết quả hợp lệ và chi phí đầu vào của hoạt động liên quan.  Các chỉ số hiệu suất kết quả được gọi là Số liệu hiệu quả; Hiệu quả kết hợp với chi phí được gọi là Hiệu quả (hiệu quả trên mỗi đô la chi tiêu).
Theo Từ điển tiếp thị ngôn ngữ chung, trách nhiệm tiếp thị đề cập đến việc sử dụng các số liệu để liên kết các hành động tiếp thị của một công ty với các kết quả và tăng trưởng liên quan đến tài chính theo thời gian.  Trách nhiệm này cho phép tiếp thị chịu trách nhiệm về lãi hoặc lỗ từ các khoản đầu tư vào hoạt động tiếp thị và thể hiện sự đóng góp tài chính của các chương trình tiếp thị cụ thể cho các mục tiêu tài chính chung của công ty, bao gồm giá trị tài sản thương hiệu.  Lợi tức đầu tư tiếp thị (ROMI), chi phí mua lại của khách hàng và tỷ lệ duy trì là những ví dụ về số liệu trách nhiệm tiếp thị thường được sử dụng. [1] 
Nghiên cứu gần đây của Forbes CMO Practice  và Ủy ban tiêu chuẩn trách nhiệm tiếp thị  cho thấy CMO đang chịu áp lực ngày càng tăng về lợi nhuận đầu tư vào tài sản tiếp thị, phương tiện truyền thông mới, dữ liệu, phân tích và công nghệ cần thiết để cạnh tranh cho khách hàng kích hoạt kỹ thuật số.  Sự phức tạp của trách nhiệm tiếp thị đã tăng lên khi các nhà tiếp thị phải thêm nhiều khoản đầu tư vào danh mục tiếp thị để thích ứng với việc thay đổi sở thích của khách hàng và cạnh tranh hiệu quả để giành thị phần.  Theo nghiên cứu của Forbes, CMO của công ty Global 5000 trung bình hiện phải phân bổ nguồn lực cho ít nhất 20 loại đầu tư chính trong ngân sách hàng năm của họ.

## Phương pháp luận
Để các chỉ số được coi là hợp lệ cho trách nhiệm giải trình, chúng phải đáp ứng một vài yêu cầu tối thiểu.  Họ cần đo lường kết quả tiếp thị theo quan điểm của người tiêu dùng, họ cần bao gồm tất cả các hoạt động tiếp thị, chúng phải được lặp lại theo thời gian và chúng phải đáp ứng các tiêu chí thống kê và kỹ thuật cần thiết của tất cả các hệ thống đo lường.
Các phép đo cần phải là chỉ số kết quả thực sự.  Không giống như bán hàng mà kết quả dễ dàng định lượng, tiếp thị khó xác định hơn: không có mối quan hệ trực tiếp, nhanh chóng giữa các hoạt động tiếp thị và bán hàng.  Một số tài liệu tiếp thị được thiết kế để thông báo, những tài liệu khác cố gắng mô tả sản phẩm hoặc dịch vụ một cách hấp dẫn, nhưng những tài liệu khác cố gắng ảnh hưởng đến hành vi mua hàng.  Hầu hết các chiến dịch tiếp thị bao gồm cả ba định hướng; một thương hiệu có thể có quảng cáo bóng bẩy để tăng sức hấp dẫn, tài liệu quảng cáo để truyền đạt thông tin và phiếu giảm giá có ngày hết hạn để kích thích mua hàng.  Do đó, nhiều kênh và liên hệ ảnh hưởng đến người tiêu dùng mục tiêu cần phải được đo lường cùng nhau để hiểu được hiệu quả tổng thể và hiệu quả riêng biệt của các chương trình.  Chỉ số kết quả có thể được gọi là Trải nghiệm thương hiệu trực tuyến, và chỉ người tiêu dùng mới có thể nhận ra trải nghiệm thương hiệu kết quả trong sự lộn xộn của thị trường khi mỗi thông điệp cạnh tranh với nhau để được chú ý.
Để đảm bảo so sánh có ý nghĩa giữa các hoạt động, thương hiệu, thị trường và thời điểm; các số liệu phải sử dụng thang đo chung, một loại tiền tệ phổ biến khác.  Điều này khá rõ ràng trong các hệ thống kế toán cho các tập đoàn đa quốc gia, nhưng trong tiếp thị tất cả quá thường xuyên, nguyên tắc này bị bỏ qua.  Các hoạt động truyền thông khác nhau được đánh giá bằng các phép đo khác nhau.  Các phương pháp này thiếu trách nhiệm ở chỗ các hoạt động không thể được so sánh trực tiếp và sự phối hợp của chúng không thể được nhận ra.  Chỉ các hệ thống đo lường sử dụng các đơn vị phổ biến   - để đánh giá từng liên hệ, từng thị trường và từng đối thủ cạnh tranh   - có thể dẫn đến trách nhiệm tiếp thị.
Kết quả hoạt động tiếp thị phải được thu thập một cách liên tục trong thời gian.  Mặc dù một lần đọc có thể cung cấp một số hiểu biết sâu sắc về tình trạng trước khi tiếp thị bắt đầu, trách nhiệm giải trình đến từ sự hiểu biết nguyên nhân và kết quả.  Kiến thức này xuất phát từ các cuộc kiểm tra lặp đi lặp lại theo thời gian cho thấy những thay đổi từ các sáng kiến tiếp thị (từ thương hiệu và cạnh tranh) và sự phát triển của nhu cầu của người tiêu dùng.  Harold Geneen trong cuốn sách đột phá của mình, quản lý, giải thích vai trò của một CEO hiệu quả: liên tục đánh giá các con số hiệu suất một cách liên tục.  Chỉ có quan sát lâu dài mới mang lại cái nhìn sâu sắc thực sự về những thay đổi không lường trước được và những lá cờ đỏ của Google trong dữ liệu.
Tất cả các hệ thống đo lường dễ bị giải thích sai và lỗi.  Cùng nhau tạo thành khoa học về đo lường.  Độ chính xác của phép đo, độ lặp lại, độ tái lập, độ lệch, dịch chuyển dữ liệu và dữ liệu chỉ là một vài vấn đề phổ biến được xác định trong phép đo và bất kỳ hệ thống hữu ích nào cũng phải được đánh giá theo quan điểm kỹ thuật để đảm bảo rằng nó giải quyết các tiêu chí này.  Điều cần thiết là lỗi đo lường được định lượng để người quản lý phản ứng với những thay đổi trong điều kiện, nhưng không thay đổi do biến đổi đo lường.  Ít nhất, tất cả các phép đo cần hiển thị khoảng tin cậy thống kê hay còn gọi là các thanh lỗi.  Các tổ chức độc lập như Quỹ Nghiên cứu Quảng cáo đánh giá tính hợp lệ của các hệ thống đo lường thường được sử dụng.
Các chỉ số kết quả này, đại diện cho điều kiện trên thị trường, được kết hợp với dữ liệu tài chính để cho thấy hiệu quả của quá trình tiếp thị.  Các tài chính là đầu vào: đô la chi cho các hoạt động tiếp thị.  Các hệ thống tốt nhất và nhiều thông tin nhất sử dụng Chi phí dựa trên hoạt động (ABC) theo dõi chi phí theo từng hoạt động tiếp thị, thay vì kế toán chi phí truyền thống theo lương, phương tiện, thiết bị và vật liệu.  Các phương pháp ABC có độ trung thực tốt nhất vì chúng cho thấy hiệu quả đóng góp (Trải nghiệm thương hiệu / $ chi tiêu) của từng hoạt động và chúng có thể được tổng hợp trong các kết hợp (hoặc chiến dịch) mong muốn.  Hiểu chi phí của đối thủ cạnh tranh và trải nghiệm thương hiệu có thể dẫn đến điểm chuẩn, so sánh với những gì được coi là tốt nhất trong lớp.
Một quy trình kinh doanh được thực hiện tốt mang lại các chỉ số kết quả hợp lệ chung kết hợp với mức chi tiêu dẫn đến sự hiểu biết về hiệu suất tiếp thị.  Sử dụng loại tiền tệ chung này, cho phép quản lý doanh nghiệp, quản lý tiếp thị và các nhà quản lý khác hiểu được hiệu quả và hiệu quả tiếp thị.  Ngoài ra, các số liệu về trách nhiệm giải trình tiếp thị trở nên dễ hiểu trên các cấp quản lý khi các nhà quản lý cấp cao và cấp bậc thấp hơn đều nhìn thấy và giải thích cùng một thông tin.  Tính minh bạch kết quả cho phép tất cả diễn giải hiệu suất tiếp thị theo cùng một cách và thúc đẩy sự tập trung vào tiếp thị hiệu quả và hiệu quả nhất.